# نهر موا
نهر موا ((بالبرتغالية: Rio Môa‏)) نهر ولاية أكري في غرب البرازيل . إنه رافد لنهر جوروا .
يتدفق نهر موا عبر الجزء الشمالي من متنزه سيرا دو ديفيسور الوطني، ويشكل جزءًا من الحدود الشمالية الشرقية. ويستمر شرقًا حتى يصل إلى نهر جوروا.